# Niagara
 Ovo je glavno značenje pojma Niagara. Za druga značenja pogledajte Niagara (razdvojba).
Niagara, rijeka u Sjevernoj Americi, koja povezuje jezero Erie s jezerom Ontario. Rijeka Niagara je duga 58 km, čini dio granice između SAD-a i Kanade.  
Poznata po svojim slapovima, Slapovi Niagare, koji su turistička atrakcija. Na njoj je 1893. otvorena prva svjetska hidrocentrala.